# Trichosanthes coriacea
Trichosanthes coriacea är en gurkväxtart som beskrevs av Carl Ludwig von Blume. Trichosanthes coriacea ingår i släktet Trichosanthes och familjen gurkväxter. Inga underarter finns listade i Catalogue of Life.